# 聯合國安全理事會第479號決議
聯合國安全理事會第479號決議，於1980年9月28日通過。決議提醒各會員國在國際關係中不得使用威脅及武力，並呼籲伊朗和伊拉克立即停止進一步的武裝衝突，而是通過談判解決爭端。
該決議敦促兩國盡快在國際調停下談妥停火條件和時間，同時呼籲其他會員國避免因其一些行動造成地區緊張局勢進一步升級。
安理會讚揚了秘書長的及時匯報，並要求他在48小時內再次報告給安理會。